# Красовицький Зиновій Йосипович
Красовицький Зиновій Йосипович (27 листопада 1923 — 22 серпня 2008) — український науковець, професор, доктор медичних наук, Заслужений лікар України.

## Біографія
Народився 27 листопада 1923 року в м. Середино-Буді на Сумщині. Після закінчення сумської школи у 1941 році був направлений на навчання до Куйбишевської військово-медичної академії. З 1943 року брав участь у боях на Курській дузі, як військовий фельдшер. У складі Першої Гвардійської Червонопрапорної танкової армії з боями визволяв Україну і рідне місто Суми, Білорусь, Польщу й дійшов до Берліна. Особисто виніс з поля бою 178 поранених, при цьому сам отримав чотири поранення, найтяжче − у Берліні, у наслідок якого зазнав ампутації ноги. При поверненні з війни продовжував навчання в Харківському медичному інституті, який закінчив із відзнакою у 1948 році, після чого був направлений на роботу в м. Суми. Неодноразово обирався депутатом Сумської міської ради народних депутатів, де очолював Комісію з питань охорони здоров'я. Завідував інфекційними відділеннями 2-ї та 4-ї міських лікарень, з 1976 року інфекційним відділенням першої міської лікарні, яке згодом стало школою передового досвіду в Україні. З. Й. Красовицького нагороджено срібною медаллю ВДНГ за успіхи у розвитку інфекційної служби. Паралельно прикладав чимало зусиль для реалізації своєї мрії — створення сучасної інфекційної лікарні, де наука і практика поєднувались би на рівні світових стандартів. Доклав чимало зусиль для заснування у 1992 р. лікувального закладу нового типу — центру з інфектології та медико-біологічних проблем в екології, який згодом набув статусу обласного закладу та перетворився на обласну інфекційну лікарню, яку Зиновій Красовицький очолював до 2000 року.  Працюючи лікарем, захистив кандидатську дисертацію. У 1980 році йому було присвоєна вчена ступінь доктора медичних наук. У 1996 році створив у м. Суми лікувально-діагностичний та виробничий центр "Екобінф". У 1998 р. З. Й. Красовицький очолив кафедру інфекційних хвороб з курсом епідеміології медичного факультету Сумського державного університету.
Останні роки життя Красовицький провів у Німеччині, куди переїхала вся його родина. Помер Зиновій Йосипович 22 серпня 2008 року. За його заповітом похований у м. Суми (на центральному кладовищі) 29 серпня 2008 року.

## Наукові праці
Підготував понад 150 наукових робіт у вітчизняних і міжнародних виданнях.
- Влияние хронической алкогольной интоксикации на течение дифтерии (1997)
- Геморрагическая лихорадка в Сумской области (1997)
- Дискусійні питання тактики ведення хворих на дифтерію (2000)
- К вопросу диагностики "современной" дифтерии (1997)
- Клинико-диагностические особенности современной туляремии (1999)
- Некоторые проблемы, которые предстоит решить (1999)
- О классификации колитов, правильной клинической трактовке термина, принципах диагностики и терапии (2001)
- Особенности клинического течения дифтерии в последние годы (1997)
- Почему иммунизация населения против дифтерии проводимая в последние годы не дала ожидаемого эффекта (1997)
- Применение гипохлорида натрия в клинике инфекционных болезней (1997)
- Применение гипохлорита натрия в комплексном лечении больных дифтерией, злоупотребляющих спирными напитками (1997)
- Применение и перспектива применения препаратов из плаценты человека в лечебной практике (1997)
- Реабилитация больных вирусными гепатитами в городе Сумы (1997)

## Громадська діяльність
Був постійним членом правління науково-практичного товариства інфекціоністів СРСР, України, членом правління міжнародного товариства алергологів і імунологів. Викладав курс інфекційних хвороб у Сумському медичному училищі.

## Нагороди та відзнаки
- Два ордени Червоної Зірки
- Два ордени Вітчизняної Війни
- Орден Жовтневої Революції
- Орден Трудового Червоного Прапора
- Орден «За заслуги»
- Заслужений лікар України
- Неодноразово нагороджувався грамотами Уряду України за внесок у розвиток інфекційної служби.

## Пам'ять
Рішенням Сумської обласної ради у 2003 році обласній інфекційній клінічній лікарні присвоєне ім'я її засновника — З. Й. Красовицького, а в листопаді 2004 року на фасаді лікарні в урочистій обстановці відкритий барельєф видатного лікаря.